# エリック・ライゼン
エリック・ウィリアム・グスタフ・ライゼン（Erik William Gustaf Leidzén、1894年3月25日 - 1962年12月20日）はスウェーデン生まれのアメリカ合衆国の作曲家、指揮者、編曲家。

## 来歴
救世軍の作詞家だったエリック・ライゼン（sv:Erik Leidzén）を父に生まれ、1911年から1915年までストックホルムのスウェーデン王立音楽アカデミーで学んだ。1915年に渡米し、救世軍音楽サービスの指揮者を務めた。また、大学や音楽学校の講師も務めた。救世軍のブラスバンドやゴールドマン・バンドの作編曲家として、吹奏楽やブラスバンドのための作品を数多く書いた。

## 主要作品

### 吹奏楽曲
- E.F.G.マーチ
- ノルディック・マーチ
- スウェーデン狂詩曲
- トランペッターズ

### ブラスバンド曲
- The Call
- Christmas Joy
- The Cleansing Stream
- Clear Skies
- ブラスバンドとトロンボーンのための小協奏曲 (Concertino for Band and Trombone)
- 峠の我が家 (Home on the Range)
- In the King's Service
- The Invincible Army
- Manhattan
- A Never Failing Friend
- None Other Name
- Notturno Religioso
- The Old Rustic Bridge
- On to the War
- Praise the Lord
- Pressing Onward
- A Robe of White
- The Song of the Brother
- Tucker
- Wondrous Day

### 吹奏楽編曲
- バッハ：トッカータとフーガ ニ短調、「主よ、人の望みの喜びよ」
- ベルリオーズ：「幻想交響曲」より「断頭台への行進」
- ブルックナー：アポロ行進曲 WAB115（偽作）、行進曲変ホ長調 WAB116
- ドヴォルザーク：交響曲第9番「新世界より」終楽章
- グローフェ：「グランド・キャニオン」より「山道を行く」
- ハチャトゥリアン：バレエ音楽「ガイーヌ」より3つの舞曲
- メンデルスゾーン：葬送行進曲 イ短調 作品103
- ムソルグスキー：展覧会の絵、歌劇「ボリス・ゴドゥノフ」より「戴冠式の場面」
- ラフマニノフ：イタリア・ポルカ
- レスピーギ：交響詩「ローマの松」より「アッピア街道の松」
- リムスキー＝コルサコフ：歌劇「ムラダ」より「貴族たちの行列」
- ロッシーニ：歌劇「ウィリアム・テル」序曲
- J.シュトラウス2世：美しく青きドナウ
- ワーグナー：ウェーバーの「オイリアンテ」の主題による葬送交響曲